# O Milagre de Anne Sullivan
The Miracle Worker (bra/prt: O Milagre de Anne Sullivan) é um filme americano de 1962, do gênero drama biográfico, dirigido por Arthur Penn com roteiro de William Gibson baseado em sua peça teatral The Miracle Worker.

## Sinopse
Baseado na vida real de Helen Keller, o filme conta a comovente história de Anne Sullivan, uma persistente professora cuja maior luta foi a de ajudar uma menina cega e surda a adaptar-se ao mundo que a rodeava. O inevitável confronto com os pais de Helen, que sempre sentiram pena da filha, mimando-a, sem nunca lhe terem ensinado algo concreto, é abordado durante o filme.

## Elenco principal
- Anne Bancroft .... Anne Sullivan
- Patty Duke .... Helen Keller
- Victor Jory .... Capitão Keller
- Inga Swenson .... Kate Keller
- Andrew Prine .... James Keller
- Kathleen Comegys .... Tia Ev

## Principais prémios e nomeações
| Prêmio             | Categoria                        | Recipiente           | Resultado                   |
| ------------------ | -------------------------------- | -------------------- | --------------------------- |
| Oscar 1963         | Melhor atriz                     | Anne Bancroft        | Venceu                      |
| Oscar 1963         | Melhor atriz coadjuvante         | Patty Duke           | Venceu                      |
| Oscar 1963         | Melhor direção                   | Arthur Penn          | Indicado                    |
| Oscar 1963         | Melhor roteiro adaptado          | William Gibson       | Indicado                    |
| Oscar 1963         | Melhor figurino - preto e branco | Ruth Morley          | Indicado                    |
| BAFTA 1963         | Melhor atriz estrangeira         | Anne Bancroft        | Venceu[carece de fontes?]   |
| BAFTA 1963         | Melhor filme                     | Melhor filme         | Indicado[carece de fontes?] |
| Globo de Ouro 1963 | Revelação feminina               | Patty Duke           | Venceu                      |
| Globo de Ouro 1963 | Melhor filme - drama             | Melhor filme - drama | Indicado                    |
| Globo de Ouro 1963 | Melhor atriz - drama             | Anne Bancroft        | Indicada                    |
| Globo de Ouro 1963 | Melhor atriz coadjuvante         | Patty Duke           | Indicada                    |